# Бєлорєченський (Бєлоярський міський округ)
Бєлорєченський (рос. Белореченский) — селище у складі Бєлоярського міського округу Свердловської області.
Населення — 641 особа (2010, 641 у 2002).
Національний склад станом на 2002 рік: росіяни — 63 %.